# Srediștea Mică, Banatul de Sud
Srediștea Mică ( sârbă Malo Središte, maghiară Kisszered, germană Klein-Sredischte ) este o localitate în Districtul Banatul de Sud, Voivodina, Serbia.

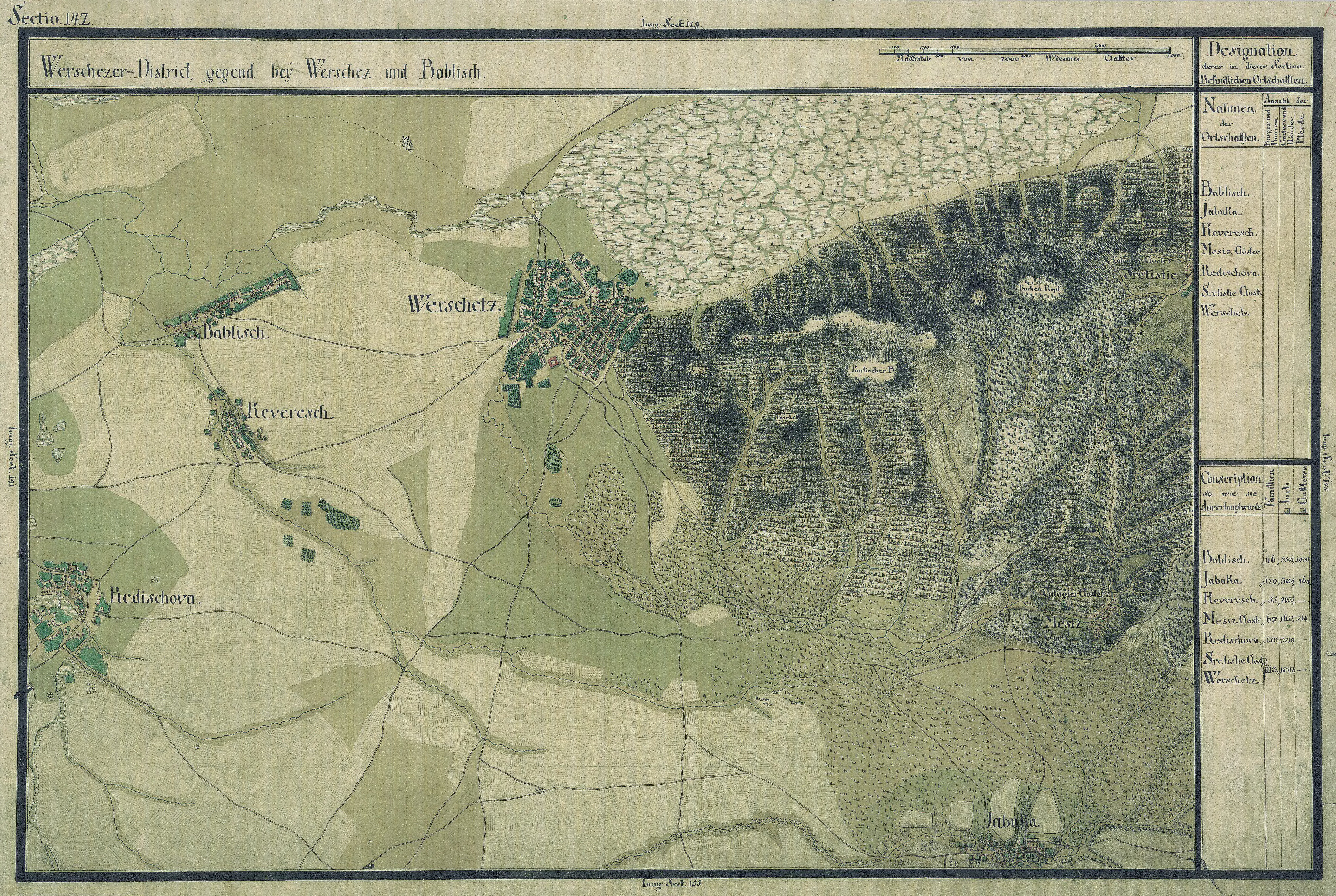
Srediştea Mică în Harta Iosefină a Banatului, 1769-72

1. ↑  , Republicki geodetski zavod[*] http://web.archive.org/web/20160530172604/http://www.rgz.gov.rs/upload/web/Spisak%20KO-20150521.zip, arhivat din original la 30 mai 2016 Lipsește sau este vid: |title= (ajutor)